# ネイチャー ジェネティクス
ネイチャー ジェネティクス（英: Nature Genetics、Nat. Genet.）は、Nature Publishing Groupが発行している遺伝学に関する国際学術誌である。1992年に発足し、2014年のインパクトファクターは29.352で、親誌であるネイチャーよりも高くなっている。